# Sobrealimentació

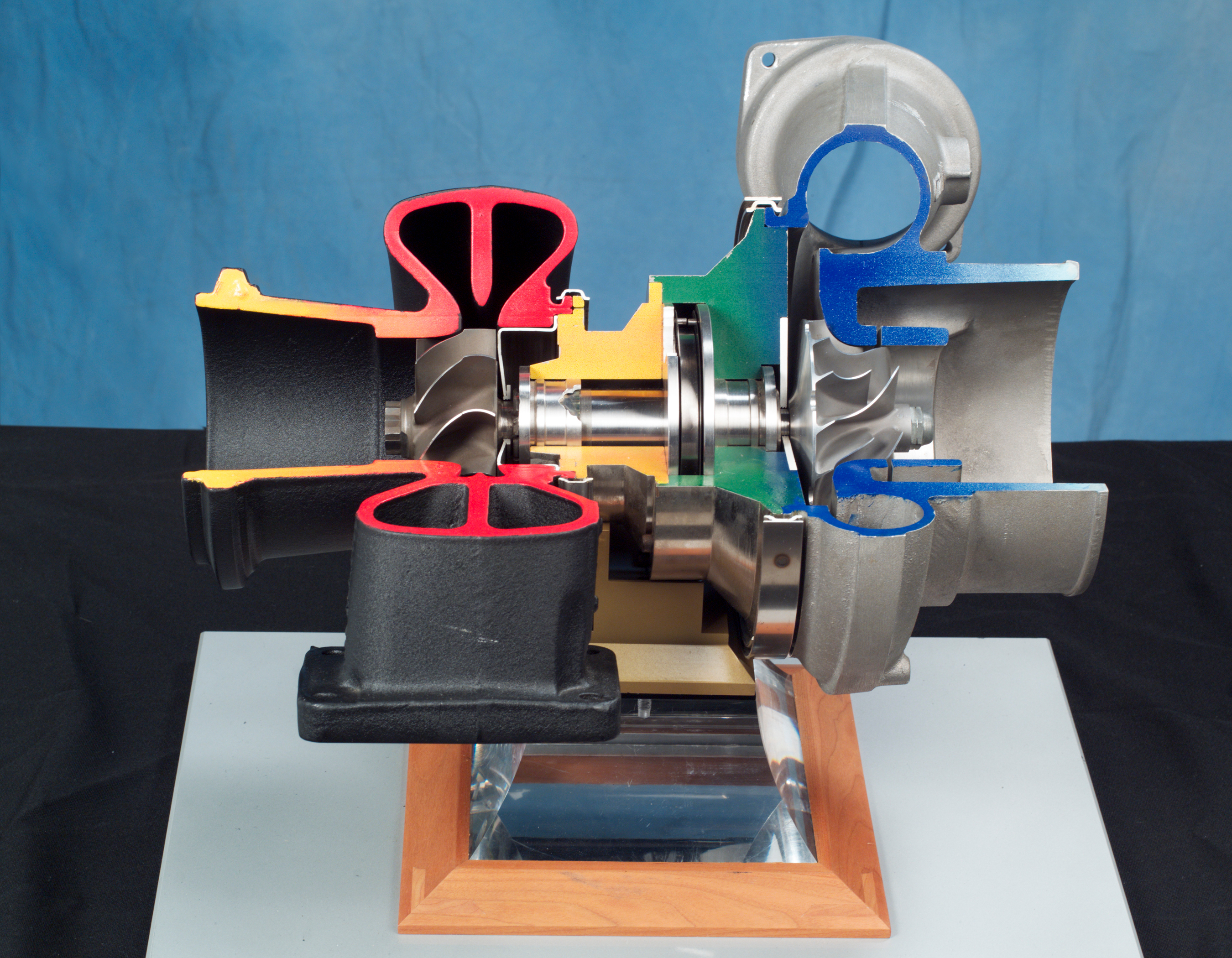
Secció d'un turbocompressor

La sobrealimentació, també coneguda com a inducció forçada és un sistema que s'utilitza perquè un motor de combustió interna desenvolupi més potència.

## Funcionament
Un motor amb sobrealimentació utilitza un compressor per augmentar la massa d'aire (dièsel) o de mescla aire/gasolina (motor de gasolina) que entra al cilindre en la fase d'admissió, augmentant-ne la seva pressió en el motor de combustió interna alternatiu, per augmentar la força de la carrera de treball, és a dir el parell motor en cada revolució i, per tant, la potència. Els sistemes de sobrealimentació es van inventar a principis del segle xx, però en el seu moment només va aparèixer un ús pràctic en els motors d'aviació, a fi de poder compensar la pèrdua de densitat de l'aire amb l'altura.
La pressió que exerceix un sobrealimentador es mesura en bar o en lliura /polzada quadrada (psi). Una pressió d'1 bar significa que dins de l'admissió hi ha una pressió equivalent a la pressió atmosfèrica. Un motor d'automòbil pot arribar a tenir una pressió de 2 bar, o sigui el doble que la pressió atmosfèrica.
La sobrepressió en el conducte d'admissió s'aconsegueix a través de bombes que augmenten la pressió del fluid atmosfèric. Les bombes poden ser de diversos tipus i consumir energia mecànica de diversos mecanismes.

## Intercooler

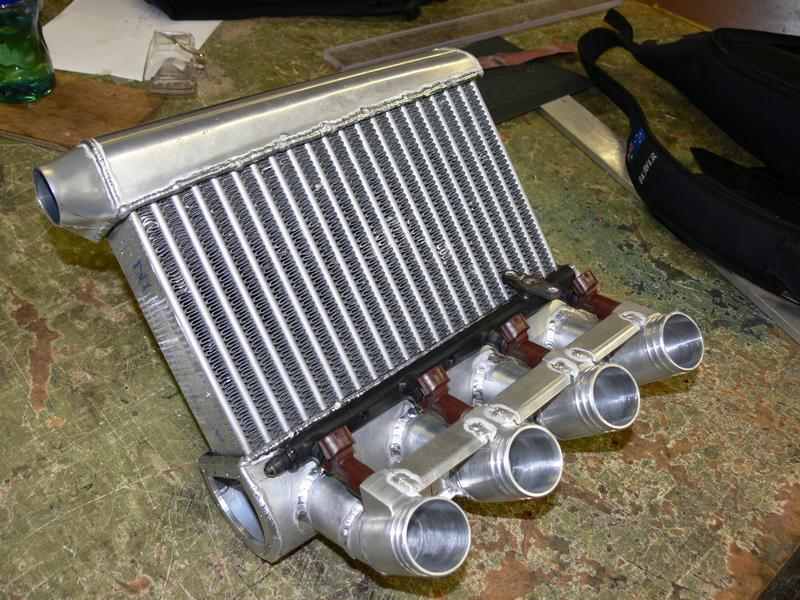
Intercooler d'un motor de gasolina, a sota la rampa amb els 4 injectors.

L'intercooler és un intercanviador (radiador) aire-aire o aire-aigua que s'encarrega de refredar l'aire comprimit pel turbocompressor o sobrealimentador d'un motor de combustió interna.
Normalment els gasos en comprimir-se adiabàticament (sense cedir calor a l'entorn) s'escalfen, però en el cas del turbo els gasos surten a una temperatura d'uns 90-120 °C. Aquest escalfament és no desitjat, ja que els gasos en escalfar-se perden densitat, amb la qual cosa la massa d'oxigen per unitat de volum disminueix. Això prova que l'eficiència volumètrica del motor disminueixi i, en conseqüència, ho faci la potència del motor, ja que hi ha menys oxigen per a la combustió.

## Tipus de compressors
Dos compressors d'inducció forçada d'ús comú són turbocompressors i supercarregadors. Un turbocompressor és un compressor centrífug accionat pel flux de gasos d'escapament del motor. Els supercarregadors utilitzen diversos tipus diferents de compressors però estan alimentats directament per la rotació del motor, en general a través d'una transmissió per corretja. El compressor pot ser centrífug o de compressió per desplaçament positiu. Un exemple d'un compressor intern és un supercarregador de tipus cargol o un compressor de pistó.

## Sistemes de sobrealimentació

### Compressor volumètric

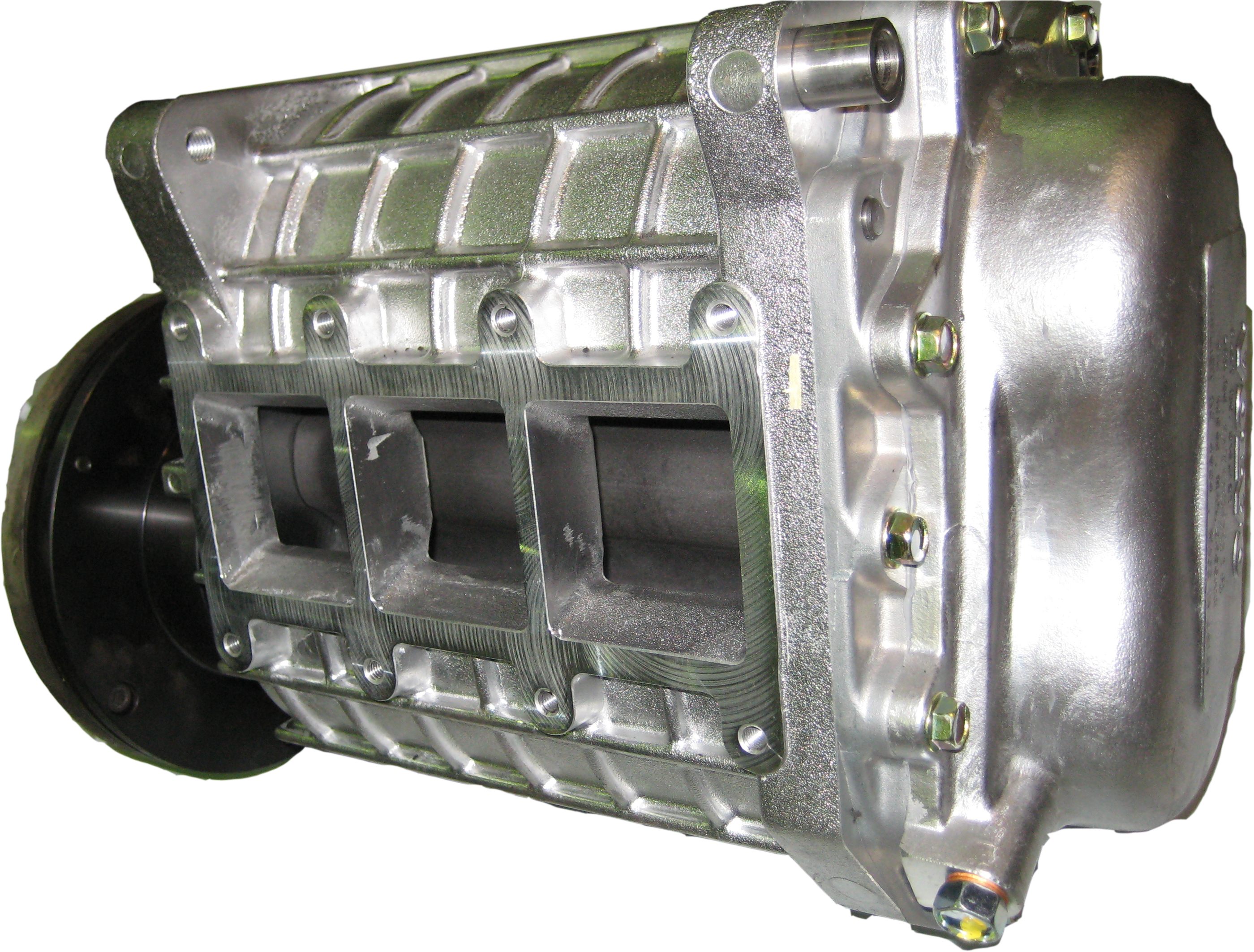
Compressor mecànic de lòbuls usat en Volvo FL6. Aquest camió va equipar segons les versions, el supercarregador de la imatge o turbocompressor.

És un sistema de sobrealimentació que consisteix en un compressor mecànic, que va connectat al cigonyal a través d'un sistema d'arrossegament mecànic, i gira al mateix temps que aquest.

Representació animada d'una bomba volumètrica del tipus que s'empra per fabricar supercarregadors, concretament els "Roots". Els lòbuls empenyen el fluid cap a la dreta en girar.

Un dels avantatges d'aquest tipus de compressor és que treballa ja des de baixes revolucions del motor. El principal desavantatge és que resta parell al principi per funcionar, encara que quan puja el règim de voltes la retorna amb escreix.

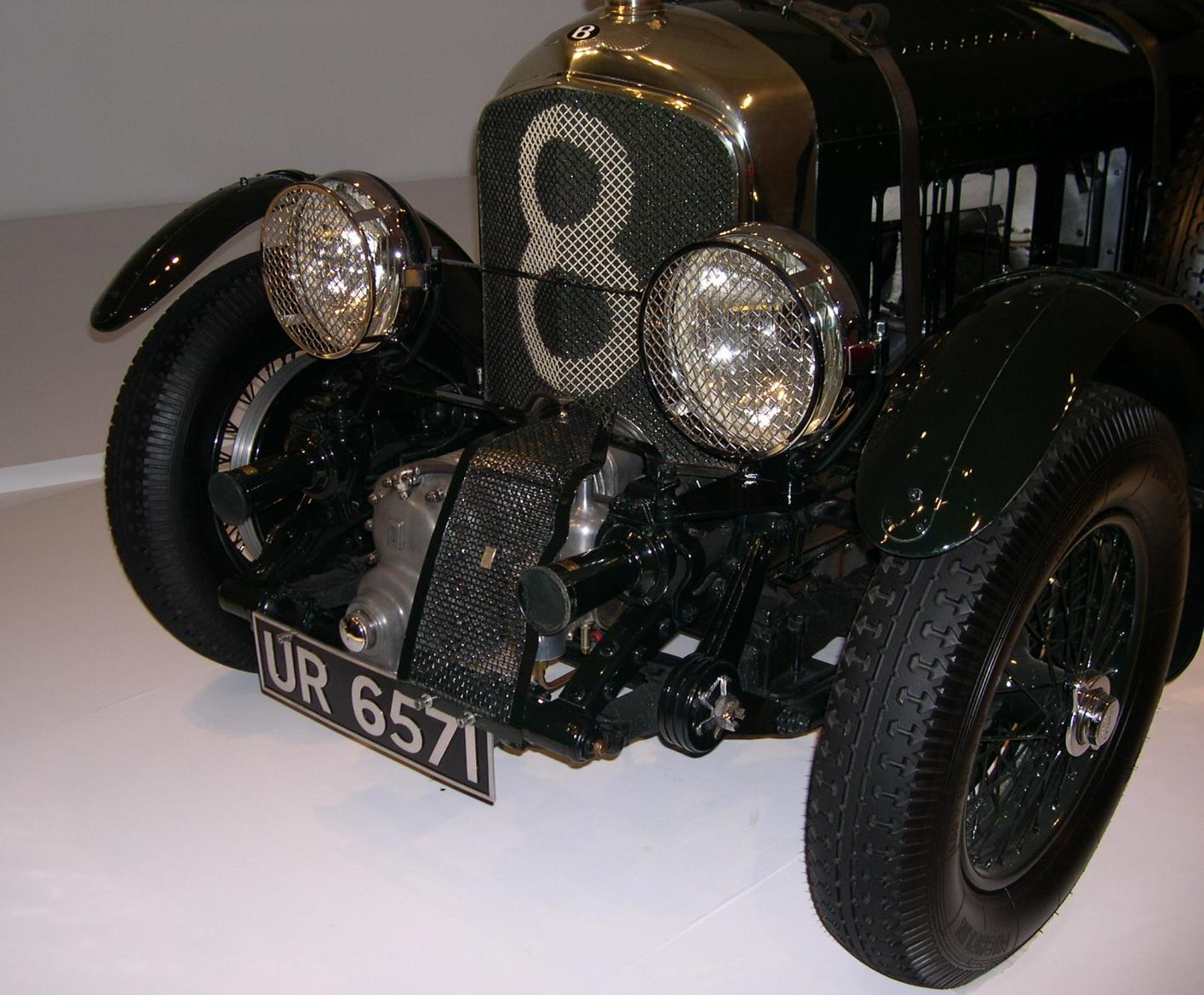
compressor mecànic -darrere de la placa de matrícula- en un Bentley de competició (1929)

També el problema que té és que els fregaments són molt grans i quan pugen les revolucions per minut (rpm), els fregaments són majors, per tant a majors rpm major pèrdua de potència, amb la qual cosa el màxim rendiment el dona a règims mitjans.
Aquest sistema va ser el primer utilitzat en els automòbils de gamma alta i de competició ja des dels anys 20. No és el més utilitzat, però encara hi ha empreses del sector automobilístic que l'utilitzen. Mercedes-Benz en alguns dels seus motors incorpora un compressor rotatiu denominat «Kompressor».

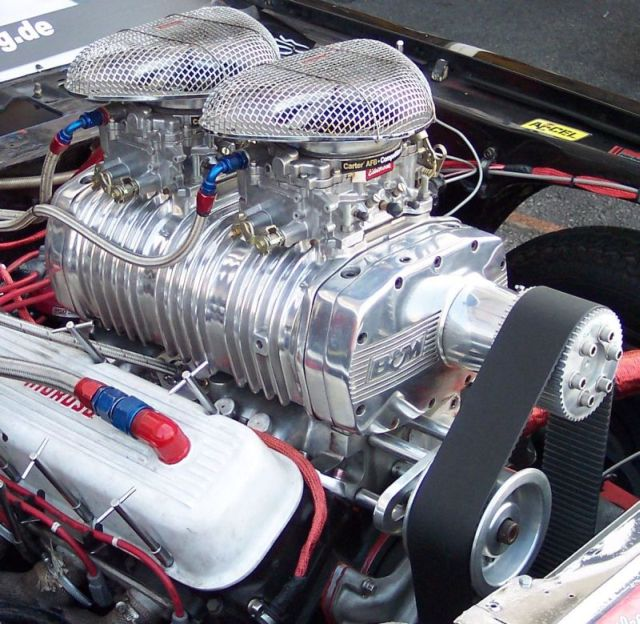
Compressor mecànic d'un «dragster»

Volkswagen va utilitzar fins a 1992 compressors volumètrics helicoïdals «G60» en els models Golf i Corrado i el G40 en el Polo.

### Compressor Comprex
El comprex aprofita els avantatges del turbocompressor i del compressor volumètric per fer una màquina més eficaç al principi, encara que després veurem que també té els seus inconvenients. Transfereix l'energia entre els gasos de fuita i l'aire d'alimentació per mitjà d'unes «ones de pressió» generades entre les fines parets radials d'un tambor, que gira gràcies a una connexió directa amb el cigonyal. Combina per tant el funcionament d'un turbocompressor l'aprofitar-se'n de l'energia dels gasos de fuita del motor, si bé l'accionament del seu rotor només requereix una part molt petita de potència del motor per al manteniment del procés de les «ones de pressió». Aquest tipus de compressor funciona molt bé en els motors Dièsel, però presenta desavantatges com la seva complexitat mecànica, funcionament sorollós i costos de fabricació.
El rodet cel·lular del comprex és accionat pel cigonyal del motor a través de corretges trapezoïdals Per reduir el soroll, les ranures del rodet són de diferents grandàries. El rotor gira dins d'un cos cilíndric, en la cara frontal del qual desemboquen els conductes d'aire i de gasos de fuita, i a més d'entrada d'aire a baixa pressió i l'aire a alta pressió d'una banda, i el gas de fuita a alta pressió i la sortida de gas a baixa pressió per l'altre costat. El rodet porta coixinets flotants. Els coixinets es troben en el costat de l'aire. Està connectat al circuit de l'aire del motor.
El comprex resulta de grandària bastant gran, i és accionat pel cigonyal a través d'una corretja. Això fa que la ubicació del comprex en el motor sigui molt difícil. Un altre desavantatge d'aquest sistema de sobrealimentació és que el seu preu és dues o tres vegades major que el d'un turbocompressor equivalent. També presenta una xiulada aguda durant les acceleracions que ho fa molest. El contacte dels gasos de fuita amb l'aire d'admissió provoca que augmenti la temperatura de l'aire que entra en els cilindres per la qual cosa baixa el rendiment del motor.

### Compressió per turbina o turbocompressió
El sistema més comú de compressió és el de dues turbines acoblades en un mateix eix de rotació. Una d'elles rep els gasos d'escapament que la fan girar, i solidàriament gira la turbina compressora dels gasos atmosfèrics de l'admissió. El bescanvi d'energia entre gasos té com a efecte una millora del rendiment de la combustió. Augmenta la potència del motor per haver-hi una més gran massa de combustible dintre de cada cicle de combustió. Segons els casos fins i tot l'augment de potència del motor, baixa el consum de combustible.
El parell de turbines solidàries s'anomena usualment "turbocompressor" o "turbo". El turbo gira a altes velocitats (rpm) i per evitar la fricció i desgast dels seus components, el seu muntatge es realitza en flotació d'oli, és a dir, la bomba d'oli envia el cabal suficient com per mantenir en flotació l'eix del turbo per evitar-ne el desgast i gripat del mateix. Tots els motors turbo alimentats porten instal·lat un refrigerador d'oli, ja sigui un radiador d'oli o un bescanviador de temperatura oli-refrigerant, ja que l'oli al pas per l'eix del turbo s'exposa a altíssimes temperatures.
Els motors sobrealimentats per turbocompressió també s'anomenen "turbo".
Una de les limitacions clares de la compressió és causada pel límit en la pressió d'entrada per la vàlvula d'admissió. Hi ha valors de pressió a partir dels quals l'augment de temperatura de l'aire contraresta amb expansió part de la compressió que hauria d'aconseguir la bomba rotativa.

### Turbocompressor

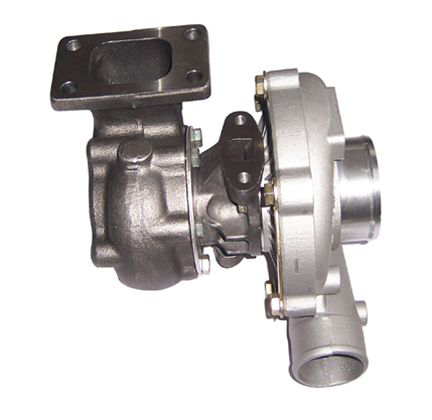
Turbocompressor sense regulació:Esquerra, carcassa de turbina (fosa), dreta, carcassa de compressor (alumini)

Aquest sistema de sobrealimentació, el més emprat avui dia, sobretot en motors dièsel, aprofita l'energia mecànica i tèrmica dels gasos de la fuita, accionant una turbina unida coaxialment a un compressor per mitjà d'un eix. Quan els gasos de fuita surten, abans d'anar al tub d'escapament, passen per aquesta turbina i els gasos exercint una força sobre els seus àleps, fent-la girar tant més de pressa quanta més energia tinguin. Aquesta energia mecànica de gir adquirida per la turbina és transmesa al compressor. Aquest aspira aire del filtre i l'empeny aprofitant la força centrífuga cap al col·lector d'admissió. D'aquesta manera s'obté una pressió d'alimentació superior a l'atmosfèrica.

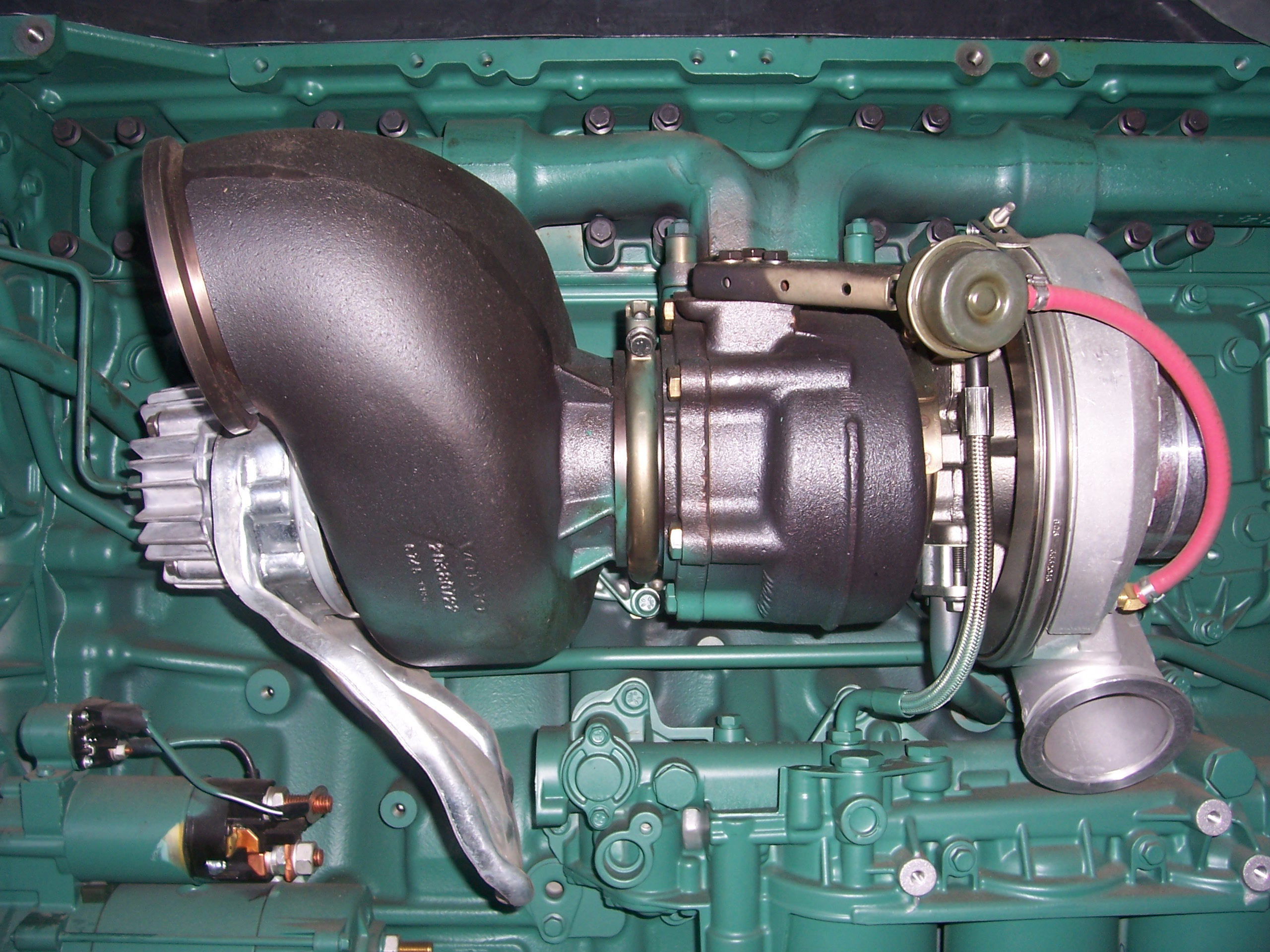
Wastegate de regulació, amb la connexió de pressió en vermell. Observi's així mateix la canonada trenada de lubricació

Aquest sistema és el més utilitzat, perquè ocupa molt poc espai, dona molt més parell motor i, per tant, potencia que els altres sistemes i és el sistema més barat. En desavantatge aquest sistema és el més delicat, si no es cuida bé la lubricació del seu eix és fàcil que tingui problemes perquè la turbina s'escalfa molt, ja que pot arribar a girar fins a 400.000 rpm, segons la grandària del mateix. Un altre desavantatge (relatiu) és que si es desitja una resposta ja des de baix règim de funcionament, ha de ser petit el turbo i no aconsegueix una pressió massa alta. Si al contrari usem un de major, el seu temps de resposta és també més llarg. Aquests inconvenients es pal·lien amb els turbocompressors controlats. Els turbos més petits tenen un sistema mecànic de limitació del règim de la turbina i per punt de la pressió, anomenat «Wastegate»
La nova generació de turbos es denominen turbos de geometria variable, aquest sistema varia la posició dels àleps de l'interior de la carcassa del turbo per tenir una gran progressivitat i d'aquesta manera donar una embranzida constant des de baixes revolucions del motor. Al costat d'aquests turbos s'instal·la una vàlvula de descàrrega de sobrepressió tarada pel fabricant perquè el turbo doni l'embranzida requerida, encara que són regulables i d'aquesta forma es pot jugar una mica amb la potència d'embranzida del turbo fins als 1.5/1.8 bars de pressió en el col·lector d'admissió.